# مديرية وضرة

تعديل مصدري - تعديل

مديرية وضرة إحدى مديريات محافظة حجة في اليمن. بلغ عدد سكانها 10928 نسمة عام 2004. تضم ست عزل.

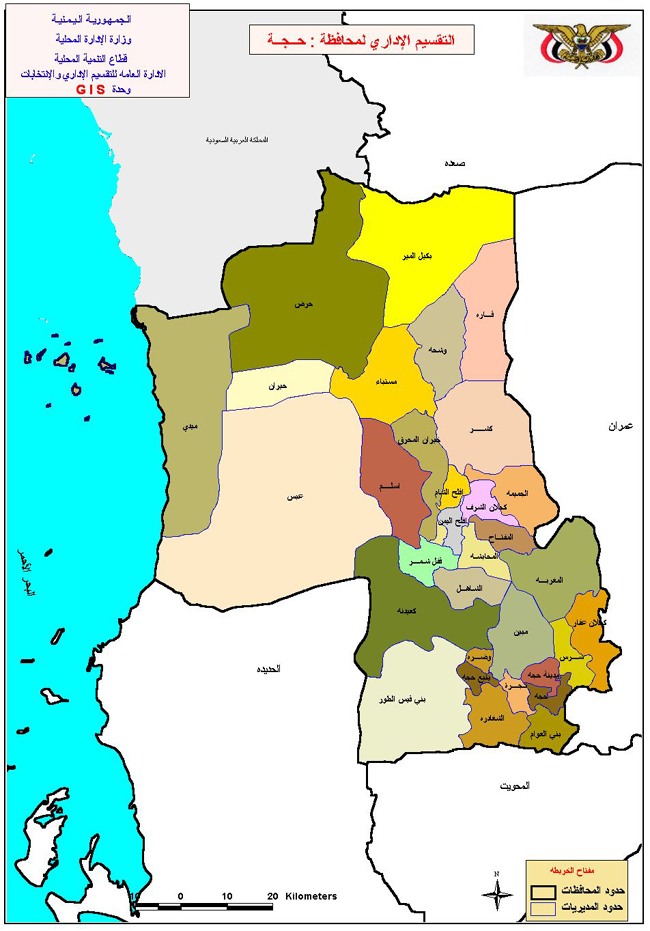
موقع مديرية وضرة في محافظة حجة